# District de Long Bien
Le district de Long Bien (vietnamien : Long Biên) est un district urbain (Quận) du Viêt Nam situé dans la province de Hanoi, dans la région du delta du Fleuve Rouge.

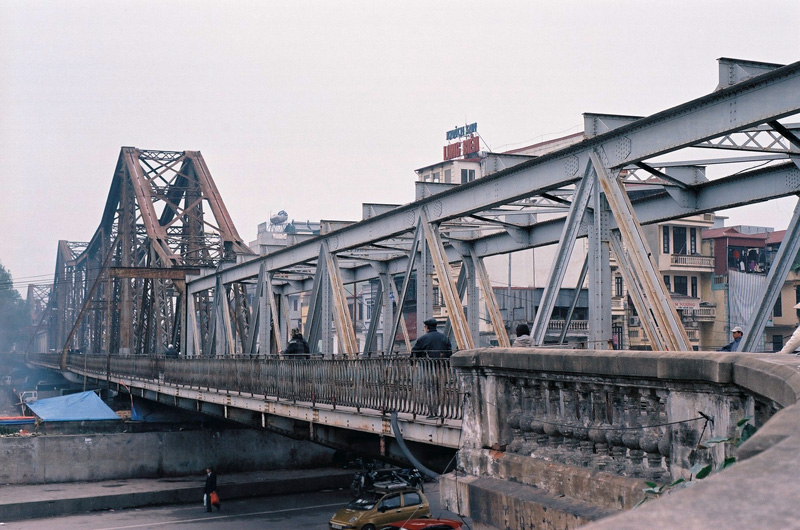
Le pont Long Biên permet de franchir le fleuve Rouge (ici en 2010).

## Présentation
Bắc Từ Liêm faisait partie de la province de Hà Tây, avant d'être absorbée par Hanoi en 2008.
Le district comprend le pont Long Biên et les sièges de Vietnam Airlines, de l'Autorité de l'aviation civile du Vietnam (en) (CAAV), et de VinGroup.

## Lieux et monuments
- Pont Long Biên